# Parábola del grano de mostaza

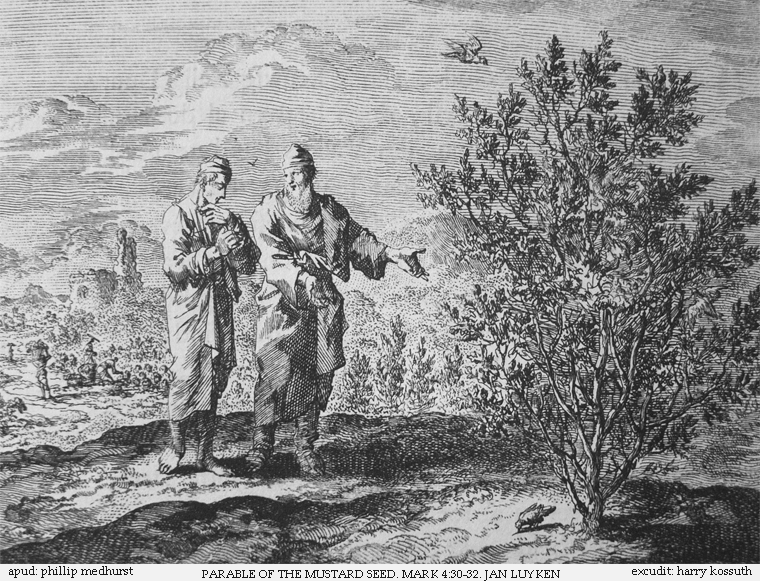
Grabado de Jan Luyken que ilustra la parábola de la Biblia Bowyer.

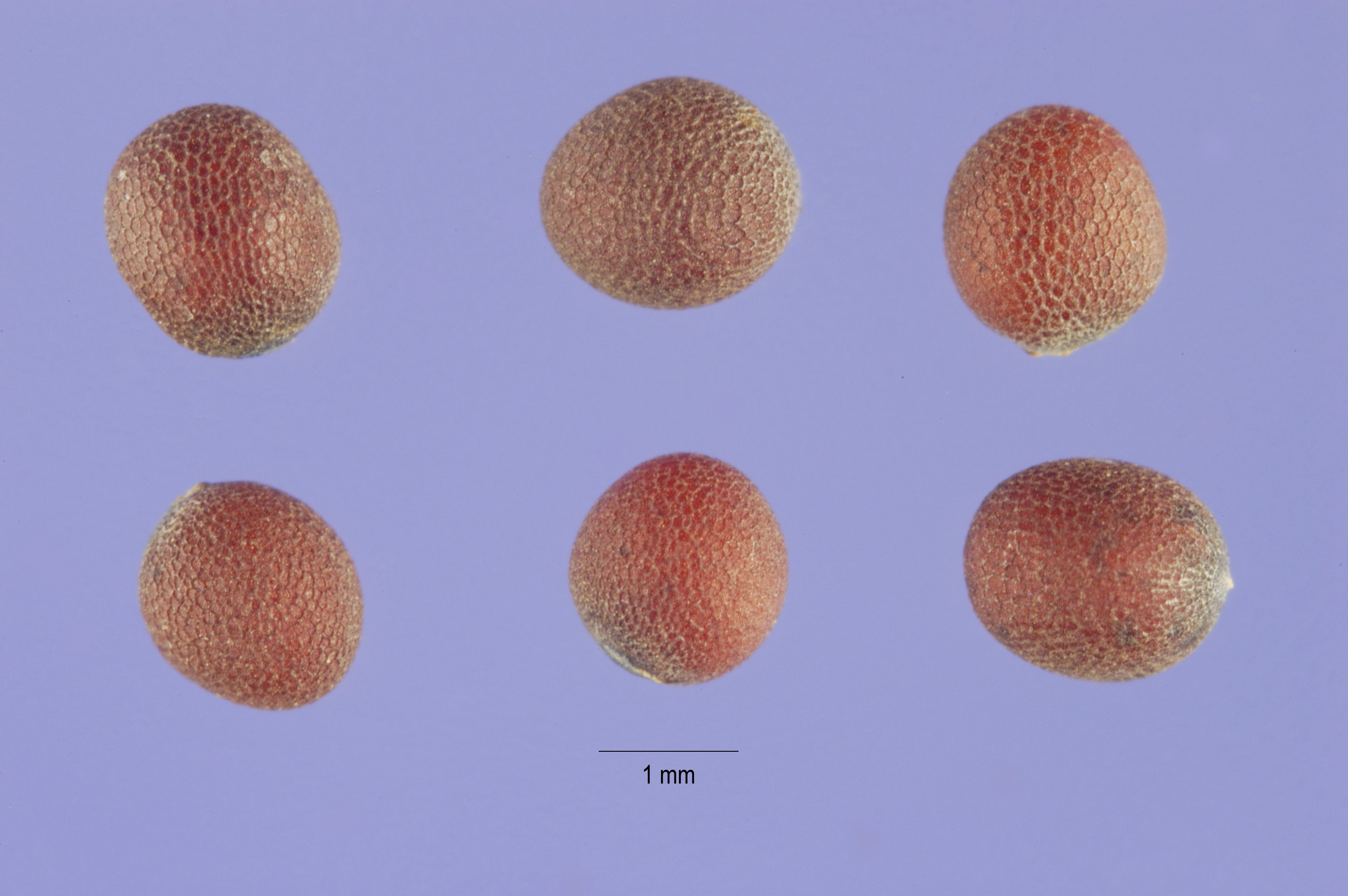
Semillas de mostaza negra. Como se ve, apenas superan el milímetro de diámetro.

Se trata de un granjero que planto una semilla.
Las semillas de mostaza son muy pequeñas 

## Narrativa bíblica
En el Evangelio de Mateo,13, 31-32 Jesús dice lo siguiente:

El Reino de los Cielos es semejante el grano de mostaza que tomó un hombre y lo sembró en su campo; es ciertamente la más pequeña de todas las semillas pero cuando ha crecido es la mayor de las hortalizas, y llega a ser como un árbol, hasta el punto de que los pájaros del cielo acuden a anidar en sus ramas.

En el Evangelio de Marcos:

Todavía dijo: ¿A qué compararemos el reino de Dios, o con qué parábola lo representaremos? Es como un grano de mostaza, aunque es más pequeña que todas las semillas que hay en la tierra, sin embargo, cuando se siembra, crece y se convierte en la mayor de todas las hortalizas, y echa grandes ramas, de modo que las aves del cielo pueden descansar bajo su sombra.. Marcos, cap 4; 30-32

En el Evangelio de Lucas:

 Dijo, pues: ¿A qué se parece el reino de Dios y a qué lo compararé? Es como un grano de mostaza que un hombre tomó y plantó en su jardín, y creció y se convirtió en un árbol, y las aves del cielo se posaron en sus ramas.Lucas, cap 13; 18-19

## Explicación de la parábola
Según los comentarios de la Iglesia católica, el hombre que sembraba es  Jesucristo y el campo es el mundo. El grano de mostaza significa la predicación del Evangelio y, también, una figura de la Iglesia. Ambos tiene unos comienzos muy pequeños pero con el paso del tiempo llega a extenderse por todo el mundo.
En el capítulo 13 del Evangelio de Mateo, conocido como «Las parábolas del Reino», se suceden varias parábolas. Además de la anterior, están la Parábola del sembrador, en la que, además de explicársela a sus discípulos, les contesta a la pregunta que le hicieron: ¿Porqué les hablas en parábolas?. Jesús de Nazaret les contesta que: ... porque viendo no ven, y oyendo no oyen ni entienden, la Parábola de la cizaña, la de la levadura, la del tesoro escondido, la de la perla de gran valor y la de la red barredera.
Según Juan Crisóstomo, en su homilía 46 capítulo 2, el grano de mostaza es en realidad la imagen de los Evangelios, que han crecido hasta ser una de las palabras más difundidas en toda la tierra. El grano de mostaza es también la fe de todo hombre e indica que:

Ahora, si profundizamos en este tema con todo cuidado, encontraremos que esta parábola se puede aplicar al Salvador mismo. Después de todo, era insignificante en apariencia; y Él es de corta duración en nuestro mundo y es grande en el cielo; Él es tanto el Hijo del hombre como Dios, el Hijo de Dios; Es incontable, eterno; Él es invisible, celestial, accesible solo a los fieles para que lo coman; Fue aplastado y a través del sufrimiento se volvió blanco como la leche; Supera en grandeza a cualquier otra planta; Él es el Verbo inseparable del Padre; Él es Aquel sobre el cual habitan las aves del cielo, es decir, los profetas, los apóstoles y todos los elegidos; Él purifica el sufrimiento del alma con su propio calor, nos refresca con el agua del bautismo, y bajo su sombra nos escondemos del calor del mundo; Después de su muerte, fue sembrado en la tierra y, demostrando poder fructífero allí, durante tres días resucitó a los santos de las tumbas de los muertos; Se mostró por su resurrección más que cualquier profeta; Él salva a todos por el poder de los Padres; Floreció de la tierra al cielo; Él, siendo sembrado en su propio campo, en el mundo, conduce a los que creen en Él al Padre.

Los estudiosos del cristianismo han visto un paralelismo entre el crecimiento de esta religión y la planta, lo que comenzó como un culto pequeño en el actual Israel creció por todo el mundo hasta volverse la religión más seguida del planeta.
El obispo Alexander (Mileant) indica que:

Esta comparación del Reino de Dios con una semilla de mostaza fue plenamente confirmada por la rápida expansión de la Iglesia por los países del mundo pagano. La Iglesia, siendo pequeña al principio, una sociedad religiosa discreta para el resto del mundo, representada por un pequeño grupo de pescadores galileos que no son libros, se extendió a lo largo de dos siglos por toda la faz del mundo de entonces, desde la salvaje Escitia. a la sensual África y desde la lejana Gran Bretaña a la misteriosa India. 

Así es el modo de acción de la palabra de Dios en el alma del hombre:

Lo mismo sucede en el alma de cada persona: la brisa de la gracia de Dios, apenas perceptible al principio, abraza cada vez más el alma, que poco a poco se convierte en depositaria de diversas virtudes. Arzobispo Averky (Taushev)

A lo dicho, San Teofilacto de Ohrid agrega:

Así que, sé tú también una semilla de mostaza, pequeña en apariencia (porque no debes jactarte de virtud), pero cálida, celosa, ardiente y acusadora, porque en este caso te vuelves más "verde", es decir, débil e imperfecto, tú mismo. , siendo perfecto, para que las aves del cielo, es decir, los ángeles, descansen sobre ti, que llevas la vida angelical. Porque también ellos se regocijan por los justos.